# وردامة

تقع ضاحية «وردامة» شمال شرق ليبيا في الجبل الأخضر شرق مدينة البيضاء و لا تستطيع تحديد المسافة لأنها أصحبت متصلة وردامة بمدينة البيضاء وهي تتبع محافظتها .

## مواضيع ذات علاقة
- الجبل الأخضر
- محافظتها .
- مدينة البيضاء